# Roman Hoffstetter
Roman Hoffstetter (1742 – 1815) var en østrigsk benediktinermunk og komponist. I nutiden antages det almindeligt, at de seks strygekvartetter, der i 1777 blev udgivet som Joseph Haydns opus 3, i virkeligheden var af Hofstetter. I denne værkrække findes også det måske mest kendte stykke musik overhovedet for strygekvartet: 2. sats, Andante cantabile i C-dur, fra opus 3 nr. 5 i F-dur, kendt som Haydns Serenade.